# Vladimir Vasiljevič Markovnikov
Vladimir Vasiljevič Markovnikov (rusky Владимир Васильевич Марковников; 10. prosincejul./ 22. prosince 1838greg. – 29. lednajul./ 11. února 1904greg.) byl ruský chemik.

## Raný život a vzdělání
Markovnikov studoval ekonomii na univerzitě v Kazani, během svého studia se ale také věnoval chemii.

## Kariéra

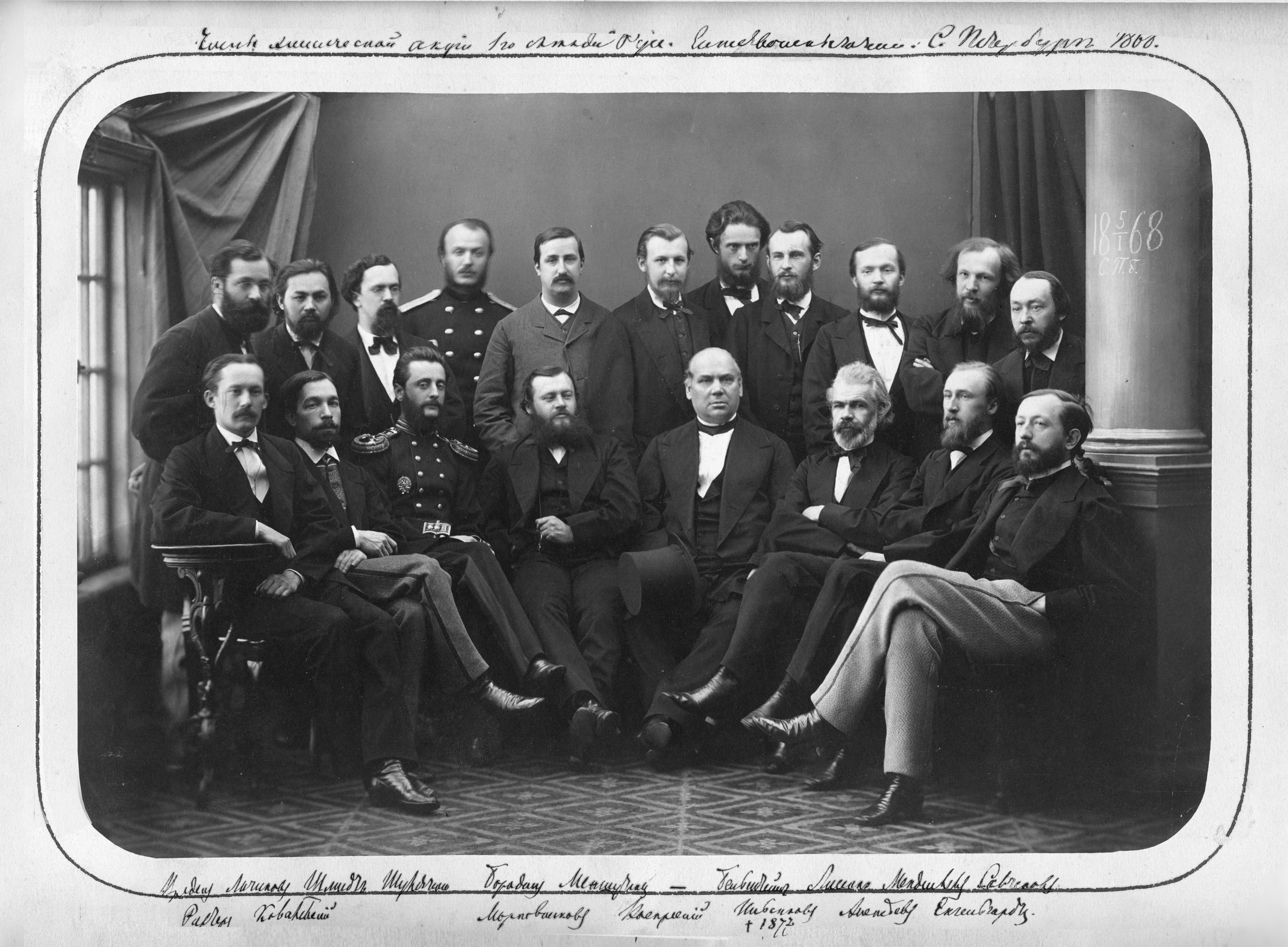
Zakladatelé Ruské společnosti chemiků v den jejího vzniku 4. ledna 1868. Markovnikov je čtvrtý sedící zprava

Po konfliktu se svou mateřskou univerzitou byl v roce 1871 jmenován profesorem na Oděské univerzitě a o dva roky později na Lomonosovově univerzitě, kde zůstal po zbytek své kariéry.

### Práce
Markovnikov je autorem Markovnikovova pravidla, kterým v roce 1869 popsal reakce H-X alkenů. Podle tohoto pravidla se při přidání protické kyseliny HX k alkenu naváže vodík kyseliny na atom uhlíku s méně alkynovými substituenty, zatímco halogenová skupiny na uhlík s více substituenty. Tedy chlorovodík (HCl) se aduje na propen, CH3-CH=CH2 za vzniku 2-chloropropanu CH3CHClCH3 nikoli izomeru 1-chloropropanu CH3CH2CH2Cl. Pravidlo je užitečné pro predikci molekulární struktury produktů adiční reakce. 
Hughes diskutoval o důvodech Markovnikovova nedostatečného uznání během života. Přestože publikoval většinou v ruštině, které většině západoevropských chemiků rozuměla, jeho článek z roku 1870, ve kterém poprvé publikoval Markovnikovovo pravidlo, byl napsán v němčině. Nicméně pravidlo bylo zahrnuto do čtyřstránkového dodatku k dvaceti šesti stránkovému článku o izomerních máselných kyselinách a v té době bylo podloženo jen velmi mírnými experimentální důkazy. Hughes dospěl k závěru, že pravidlo bylo vnuknutí, nepodpořené tehdejšími důkazy, ale později se ve většině případů ukázalo jako správné.
Markovnikov také přispěl k organické chemii tím, že objevil cyklické uhlovodíky s více než šesti atomy uhlíku, čtyřčlenný cyklus v roce 1879, a sedmičlenný cyklus v roce 1889.
Markovnikov rovněž prokázal, že kyselina máselná a kyselina izomáselná mají stejný chemický vzorec (C4H8O2), ale různé struktury, a jedná se tedy o izomery.
Markovnikov rovněž patří mezi zakladatele Ruské společnosti chemiků. Ta byla založena na prvním Kongresu ruských přírodovědců a doktorů v roce 1868. Mezi další zakladatele patří P. A. Lachinov, G. A. Schmidt, A. R. Shulyachenko, A. P. Borodin, N. A. Menshutkin, N. A. Sokovnin, F. F. Beilstein, K. I. Lisenko, D. I. Menděljev, F. N. Savčenkov, V. Richter, S. I. Kovalevsky, N. P. Nechaev, A. A. Voskresensky, P. A. Ilyenkov, P. P. Alekseev, A. N. Engelgardt.